# Hesperomyces virescens
Espèce
Hesperomyces virescens est une espèce ou un complexe d'espèces de champignons entomopathogènes de la famille des Laboulbeniaceae. Il est spécialisé dans le parasitisme des coccinelles. Il se fixe sur leur cuticule pour se nourrir dans leur corps, et est visible sous la forme d'un petit bâtonnet jaune-vert, de 0,3 à 0,4 mm de long.

## Distribution
Ce champignon est présent sur tous les continents, à l'exception de l'Antarctique. 

## Écologie

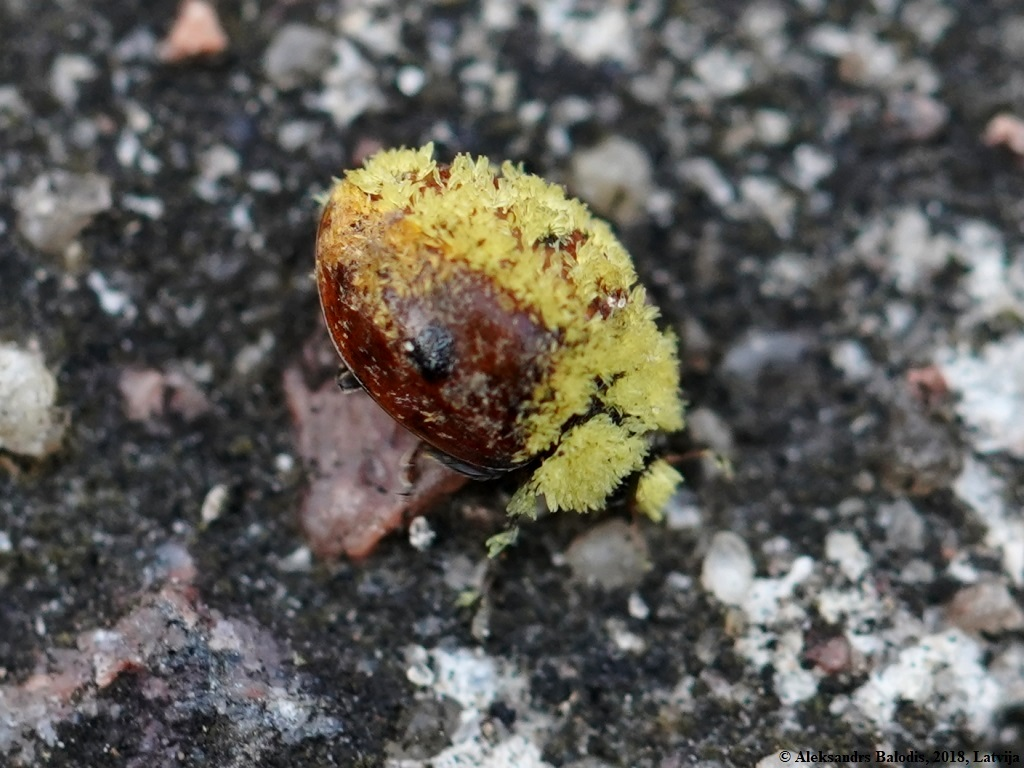
Hesperomyces virescens sur Adalia bipunctata, fortement parasitée.

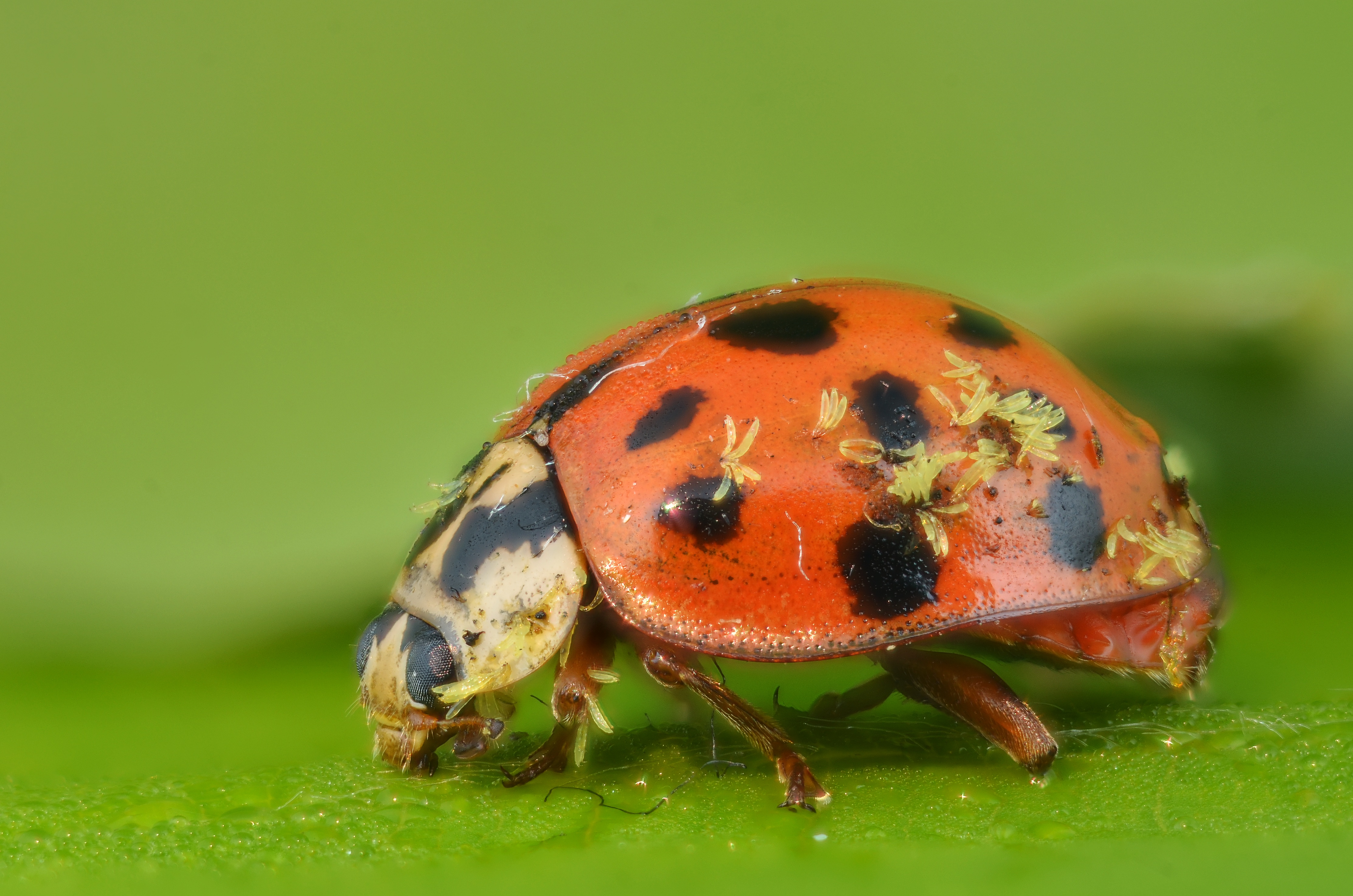
H. virescens sur Harmonia axyridis.

Hesperomyces virescens parasite aussi bien des espèces locales, comme en Europe, la Coccinelle à deux points (Adalia bipunctata), ou Chilocorus bipustulatus, que des coccinelles invasives comme la Coccinelle asiatique (Harmonia axyridis). En Amérique du Nord, il parasite également Chilocorus stigma, Cycloneda sanguinea, Olla v-nigrum, ainsi que Coccinula crotchi, et Coccinula sinensis en Asie ; soit au total une trentaine d'espèces,. 
Toutefois, les données recueillies à partir des années 2000 montrent que la Coccinelle asiatique est devenu son hôte principal, en lien avec ses mœurs d'hibernation grégaire et son caractère invasif à l'échelle mondiale. Une étude menée au Kentucky en 2006 a montré que 80% des individus de cette espèce étaient contaminés, alors que les autres espèces locales ne l'étaient qu'à moins de 5% ou pas du tout.
Le champignon, qui ne forme pas de mycélium, se fixe sur la cuticule de l'insecte, qu'il traverse grâce à son haustorium, formant plusieurs filaments à l'intérieur du corps de l'insecte par lequel il se nourrit. Les spores germent lors du durcissement de la cuticule. Collant, ils ne se propagent ni par le vent ni par contact avec le substrat, mais uniquement par l'activité de l'hôte, et particulièrement durant l'accouplement. Les femelles sont principalement affectées au niveau des élytres, souvent à l'arrière, alors que chez les mâles, le champignon s'attache autant aux élytres qu'aux pattes et à l'abdomen,.

## Impact parasitaire
Plusieurs études ont été menées sur l'impact parasitaire de Hesperomyces virescens sur ses hôtes. L'une des espèces de coccinelles affectée, Chilocorus bipustulatus, est utilisée comme auxiliaire biologique contre des Cochenilles parasites des cultures d'agrumes. Dans ce cas, on n'a pas trouvé d'effet particulier sur la viabilité des hôtes. 
On s'intéresse également à ses effets sur Harmonia axyridis, une espèce de coccinelles qui pose de sérieux problèmes dans les vignobles. Se cachant dans les grappes, elle est pressée avec le raisin ce qui donne un goût amer au vin, occasionnant ainsi des pertes considérables. L'intérêt de Hesperomyces virescens, en tant que moyen de lutte biologique, serait de limiter la présence de cette espèce de coccinelles, sa prévalence sur cette espèce étant forte, alors qu'elle est faible sur les espèces locales. Toutefois, si quelques études ont montré des effets négatifs (plus faibles taux de reproduction, mobilité ou sensibilité entravée selon les parties infectées), ils semblent sans impact réel sur la régulation de l'espèce, car leur impact létal ne concerne que des individus très fortement infectés et intervient trop tard dans leur cycle de vie.

## Taxinomie
Ce champignon a été décrit pour la première fois par le mycologue américain Roland Thaxter, dans sa Supplementary note on North American Laboulbeniaceae, en 1891, trouvé sur Chilocorus stigma.
Synonyme : 
- Stigmatomyces virescens Thaxt. (1901)[9].

Une étude de 2018, fondée sur une analyse génétique, suggère qu'il s'agirait plutôt d'un complexe d'espèces cryptiques, chacune spécialisée dans une espèce particulière (ou un genre) de coccinelles. 